# سولبیاته آرنو
سولبیاته آرنو (به ایتالیایی: Solbiate Arno) یک کومونه در ایتالیا است که در استان وارزه واقع شده‌است. سولبیاته آرنو ۳٫۰ کیلومتر مربع مساحت و ۴٬۱۵۷ نفر جمعیت دارد.